# My Girls
„My Girls“ (на български: Моите момичета) е песен на австралийската певица Бела Пейдж, с която тя представя Австралия на детската „Евровизия“ през 2015 година. Автори на песента са Делта Гудрем, Винс Пицинга и Мич Алън.
В интервю за песента, Бела споделя: „Моето послание към феновете ми е изразено чрез текста на „My Girls“. Това е песен със силно послание към всички момичета – без значение през какви възходи и падения преминават, важно е да бъдат силни, да се подкрепят, да вярват в себе си, да мечтаят безгранично и да знаят как да постигат целите си и да сбъдват мечтите си.“
Тя също така добавя, че по време на изпълнението си мисли за всички важни момичета в живота ѝ – нейната майка и сестра, които ѝ оказват безрезервна подкрепа и любов. „Надявам се, че тази песен ще вдъхнови всички да обичат, подкрепят и вярват в себе си, за да осъзнаят колко красиви и специални са – както отвътре, така и отвън“, казва тя.